# 황난 티베트족 자치주
황난 티베트족 자치주(황남 티베트족 자치주, 티베트어: རྨ་ལྷོ་བོད་རིགས་རང་སྐྱོང་ཁུལ་ 마로 티베트족 자치주, 중국어: 黄南藏族自治州, 병음: Huángnán Zàngzú Zìzhìzhōu)는 중화인민공화국 칭하이성에 위치하는 자치주로 칭하이 성의 동쪽에 위치한다. 황난 짱족 자치주라고도 칭해진다.
황난의 티베트명은 "마로"(rma lho)인데, "마"는 황하 상류에 있는 강인 마취 강(rma chu)을, "로"는 "남쪽"을 뜻한다. 따라서 "마로"는 티베트어로 "마취 강의 남쪽"을 뜻한다. 중국어 이름 "황난"은 그 축어이다.

## 지리
북부는 칭하이 성의 하이둥 지구, 서부는 하이난 티베트족 자치주, 서남부는 궈뤄 티베트족 자치주, 동부에서 남부에 있어서는 간쑤성의 간난 티베트족 자치주와 접한다. 티베트의 전통적인 지리 구분에서는 암도 지구의 레프콘 지방의 핵심을 이룬다.

## 역사
1953년 12월 23일, 티베트족 자치구(bod rigs rang skyong sa kongs)로서 발족하여, 1955년에 티베트족 자치주로 개칭해 현재에 이른다.

## 민족
총인구 214,642，인구밀도 11.98/km2.
| 민족     | 인구    | 비율   |
| -------- | ------- | ------ |
| 티베트족 | 142,360 | 66.32% |
| 몽골족   | 29,071  | 13.54% |
| 후이족   | 16,411  | 7.65%  |
| 한족     | 16,194  | 7.54%  |
| 투족     | 8,445   | 3.93%  |
| 나시족   | 1,530   | 0.71%  |
| 기타     | 631     | 0.31%  |

## 행정 구역

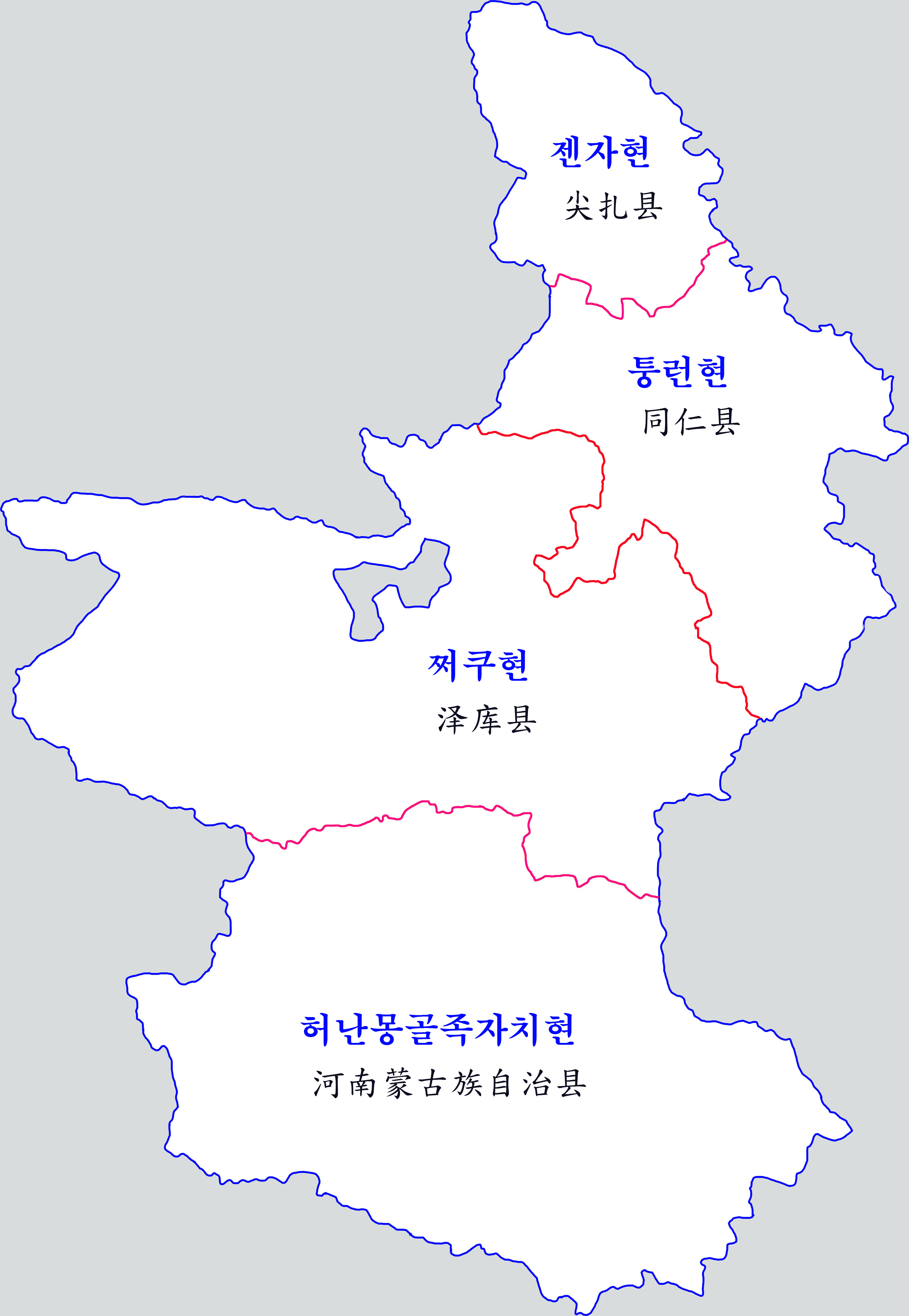
황난티베트족자치주의 행정구역도

1개의 현급시, 2개의 현, 1개의 자치현을 관할한다.
- 현급시
  - 퉁런 시(同仁市, thung ren)

- 현
  - 젠자 현(尖扎縣, gcan tsha)
  - 쩌쿠 현(澤庫縣, rtse khog)

- 자치현
  - 허난 몽골족 자치현(河南蒙古族自治縣)